# Postillon d’amour
"Postillon d'amour", op. 317, är en polka-française av Johann Strauss den yngre. Den framfördes första gången den 24 mars 1867 i Volksgarten i Wien.

## Historia
Den 10 mars 1867 hade bröderna Strauss bjudit in till sin årliga "Carnival Revue", där de framförde alla sina kompositioner som de skrivit till årets karnevalsbaler. Summan av verk var imponerande: av totalt 25 verk hade Johann bidragit med fem, Josef med elva och Eduard med åtta. Utöver detta hade både Johann och Eduard kompletterat med helt nya kompositioner - Johanns bonusverk var polkorna "Leichtes Blut" (op. 319) och "Postillon d'amour" där den senare med förmodligen hade skrivits för de kommande konserterna i Paris under Världsutställningen 1867. Emellertid visade sig några verk få utgå ur programmet på grund av tidsbrist då "alla verk fick tas om". Polkan "Postillon d'amour" var med på programmet till en konsert i Volksgarten den 17 mars som gavs av Strausskorkestern, men fortfarande går det inte att klarlägga att polkan uppfördes den gången heller. Enligt dagboksförfattaren och hornisten i Straussorkestern Franz Sabay spelades polkan första gången vid en konsert i Volksgarten den 24 mars 1867. Än mer förvirrande blir det hela då Josef Strauss skriver i sin dagbok att polkan spelades första gången av Straussorkestern under Johann Strauss egen ledning vid en konsert i Volksgarten den 31 mars 1867. Men då Josef Strauss även anger samma datum för uruppförandet av polkan "Leichtes Blut" (se ovan) verkar det ha varit ett misstag. Johann Strauss förläggaren C.A. Spina gav ut det första klaverutdraget av "Postillon d'amour" den 1 maj 1867 och orkesternoterna några dagar senare den 7 maj.
"Postillon d'amour" var ett av de verk som Johann Strauss tog med sig till Paris för sina konserter under Världsutställningen. Den 31 maj 1867 presenterade han polkan för parisarna. Recensenten Eugène Tarbé beskrev den 2 juni i Le Figaro som "en av kvällens succéer" vid sidan av Strauss polka "Lob der Frauen" (op. 315) och valsen "Nachtfalter" (op. 157).
År 1899 använde Adolf Müller delar av polkan i operetten Wiener Blut, som bestod av sammansatt musik från Strauss verk.

## Om polkan
Speltiden är cirka 3 minuter och 42 sekunder, plus minus några sekunder beroende på dirigentens musikaliska tolkning.